# ダブリン・ウイスキー火災

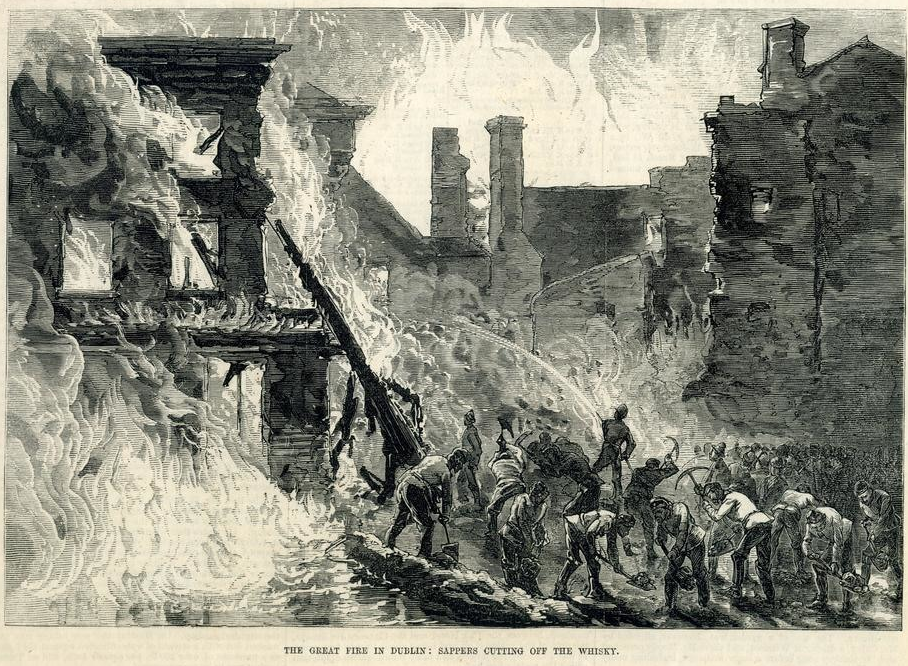
火災を報じる新聞に掲載されたイラスト

ダブリン・ウイスキー火災（ダブリンウイスキーかさい、Dublin whiskey fire）は、1875年6月18日にダブリンのリバティーズ（The Liberties）で発生した火災。保税倉庫に保管してあったウィスキーが引火し、燃える川となって周囲のストリートを流れた。火災の続いたのはわずか1夜であったが、13人の死者を出し、ウィスキーだけで600万ユーロ（インフレ調整済）の損害を出した。この火災の死者は全員、アルコール中毒が原因で亡くなっており、煙の吸いこみや焼死ではない。このとき人々が飲んだウイスキーの川は、ザ・クーム（The Coombe）まで流れ、水深6インチ (150 mm)に達した。

## 発生
火元はアーディー・ストリート（Ardee）の角にあるLaurence Maloneの保税倉庫であると考えられている。保税倉庫には、当時の金額で5万4000ポンド、大たる（hogshead）5000個（26万2500英ガロン, 119万3000リットル）のウイスキーが保管されていた。
火災の正確な原因は不明であるが、出火時刻は倉庫が最後に点検された午後4時35分から警報が発せられた午後8時30分までの間である。午後9時30分、倉庫内の複数の樽が熱のために爆発を始め、それによって燃えている建物のドアと窓からウイスキーが流れ始めた。
ウイスキーの川は最初コーク・ストリート（Cork Street）に沿って流れ、アーディー・ストリートに曲がり、チェンバー・ストリート（Chambers Street）で家1軒を捕え、そしてミル・ストリート（Mill Street）で家々の小さな並びをあっという間に破壊した。

## 人々の反応
近くに住む人々は最初、火元近くの家畜小屋のブタたちの悲鳴で火災に気づいた。これは驚くほど迅速な避難が可能になった理由の一つと言われており、後に市の救急サービス当局とダブリン市長（Lord Mayor of Dublin）ピーター・ポール・マクスウィニーに賞賛された。市長の発言が伝えられている:
逃げるための時間が非常に限られていた場所もあったので、屋根裏部屋と地下室で危険にさらされている人々もいるのではないかと心配だった。この大火でうしなわれた人命はないと知った時は喜ばしく思った。
多くの人々が避難中にウイスキーの川のすぐそばまで近付いて、手近のあらゆる容器を使用してその物質を汲み取った。帽子、ポリンジャー（porringer）その他の容器が動員され、その結果アルコール中毒によって24人が入院、その後13人が死亡した。